# Termopile
Termopile (/θərˈmɒpɪliː/; Antična Grčija in Katharevousa Θερμοπύλαι, latinizirano: Thermopylai; Antikat: [tʰermopýlai], Katharevousa: [θermoˈpile̞]; Demotična grščina (grščina) Θερμοπύλες, latinizirano: Thermopyles [θermoˈpiles]; 'vroča vrata') je ozek prelaz in sodobno mesto v Lamiji, Ftiotidi, Grčija. Ime je dobil po vročih žveplenih vrelcih. V grški mitologiji so Vroča vrata eden od vhodov v Had.
Termopile so prizorišče bitke pri Termopilah med grškimi silami (vključno s Špartanci, Tebanci in Tespijci) in napadalnimi perzijskimi silami, ki se jih spominja Simonid iz Kea v epitafu: »Pojdi in povej Špartancem, tujcu, ki gre mimo, da tukaj ležimo, ki je odgovoril na naše skupne prisege.« Termopile so edina kopenska pot, ki je dovolj velika, da prenese večji promet med Lokrido in Tesalijo. Če želite iti od severa proti jugu vzdolž vzhodne obale Balkana, morate uporabiti prelaz. V starih časih se je imenoval Malis, poimenovan po Malicih (starogrško Μαλιεῖς), grškem plemenu, ki je živelo blizu današnje Lamije ob delti reke Spercheios v Grčiji. Po njih je poimenovan tudi Malijski zaliv. V zahodni dolini Spercheios je njihova dežela mejila na Aeniance. Njihovo glavno mesto se je imenovalo Trachis. V mestu Anthela so imeli Malijci pomemben tempelj Demetre Amfiktionije, zgodnje središče Anthelanske Amfiktionije.
Na ozemlju prevladuje obalna poplavna ravnica reke Spercheios in je obdana s pobočnimi gozdnatimi apnenčastimi gorami. Prisotno je nenehno odlaganje sedimenta iz reke in lehnjaka iz vročih vrelcev, ki je v zadnjih nekaj tisoč letih bistveno spremenilo pokrajino. Kopensko površje, na katerem je potekala znamenita bitka pri Termopilah leta 480 pr. n. št., je zdaj pokopano pod 20 metri zemlje. Obrežje se je skozi stoletja zaradi usedanja sedimentov podaljševalo. Tudi gladina Malijskega zaliva je bila v prazgodovini bistveno višja, reka Spercheios pa bistveno krajša. Njegova obala se je med letoma 2500 pr. n. št. in 480 pr. n. št. povečala za do 2 kilometra, vendar je še vedno pustila več ozkih prehodov med morjem in gorami. Najožja točka na ravnini, kjer je verjetno potekala bitka, bi bila široka manj kot 100 metrov. Med letom 480 pr. n. št. in 21. stoletjem se je obala ponekod povečala za kar 9 km, pri čemer so bile odpravljene najožje točke prelaza in znatno povečana velikost ravnice okoli izliva Spercheiosa.
Avtocesta A1, ki povezuje Atene in Solun, zdaj sledi starodavni obali in tako razcepi prelaz; sodobni spomenik špartskemu kralju Leonidu I. stoji na vzhodni strani avtoceste, neposredno čez cesto od hriba, kjer je na vrhu v kamen vklesan Simonidov epitaf padlim. Termopile so del podkve Maliakosa, znane tudi kot podkev smrti: so najožji del avtoceste, ki povezuje sever in jug Grčije. Ima veliko ovinkov in je bilo prizorišče številnih prometnih nesreč.
Vrelci, po katerih je prelaz dobil ime, še vedno obstajajo blizu vznožja hriba.

## Zgodovina

### Bitke
Grki in Perzijci
- bitka pri Termopilah (480 pr. n. št.)

Grki in Galci
- bitka pri Termopilah (270 pr. n. št.)

Rimsko-selevkidske vojne
- bitka pri Termopilah (191 pr. n. št.)
- bitka pri Termopilah (353 pr. n. št.)

Grška osamosvojitvena vojna
- bitka pri Termopilah (1821)

Druga svetovna vojna
- bitka pri Termopilah (1941)